# Famille Byng (Angleterre)
Cette page explique l’histoire ou répertorie les différents membres de la famille Byng.
La famille Byng est une famille subsistante de la noblesse britannique, originaire du comté de Kent. Elle s'est distinguée par les fonctions politiques et militaires occupées par ses membres.
Elle a été illustrée par George Byng, 1er vicomte Torrington, amiral (1663-1733).

## Histoire
Il s'agit d'une ancienne famille originaire du comté de Kent qui s'est fait reconnaître dans le milieu politique et militaire. Elle occupe diverses fonctions politiques et militaires importantes au cours du temps.
La famille Byng s'est séparée en deux branches, la première est celle des vicomtes Torrington qui s'est installée dans le comté du Bedfordshire vers le début du XVIIIe siècle,. La seconde branche est celle des comtes de Strafford qui s'est installée dans le comté du Hertfordshire vers le début du XVIIIe siècle également,.
La première branche possède un rameau qui, par une licence royale du 1er février 1882, a changé son nom en « Cranmer-Byng » et qui s'est installée dans le comté d'Essex avant de s'installer au Canada et d'être aujourd'hui l'héritière présomptive du titre de vicomte Torrington.

## Personnalités

### Vicomtes Torrington
- George Byng, 1er vicomte Torrington (1663-1733), homme politique et militaire, fils de John Byng ;
- Pattee Byng, 2e vicomte Torrington (1699-1747), homme politique et militaire, fils du précédent ;
- George Byng, 3e vicomte Torrington (1701-1750), homme politique, frère du précédent ;
- George Byng, 4e vicomte Torrington (1740-1812), homme politique, fils du précédent ;
- John Byng, 5e vicomte Torrington (1743-1813), homme politique et écrivain, frère du précédent ;
- George Byng, 6e vicomte Torrington (1768-1831), homme politique et militaire, fils du précédent ;
- George Byng, 7e vicomte Torrington (1812-1884), homme politique, fils du propriétaire ;
- George Byng, 8e vicomte Torrington (1841-1889), homme politique, neveu du précédent ;
- George Byng, 9e vicomte Torrington (1886-1944), homme politique et militaire, fils du précédent ;
- George Byng, 10e vicomte Torrington (1876-1961), homme politique et militaire, cousin du précédent ;
- George Byng, 11e vicomte Torrington (1943-), homme d'affaires, cousin du précédent ;
- Robert Byng (1703-1740), homme politique, fils de George Byng, 1er vicomte Torrington
- George Byng (1735-1789), homme politique, fils du précédent ;
- George Byng (1764-1847), homme politique, fils du précédent ;
- John Byng (1704–1757), homme politique et militaire, grand-oncle du précédent.

### Comtes de Stratfford
- John Byng, 1er comte de Strafford (1882-1860), homme politique et militaire, fils de George Byng ;
- George Byng, 2e comte de Strafford (1806-1886), homme politique et militaire, fils du précédent ;
- George Byng, 3e comte de Strafford (1830-1898), homme politique, fils du précédent ;
- Henry Byng, 4e comte de Strafford (1831-1899), homme politique, frère du précédent ;
- Francis Byng, 5e comte de Strafford (1835-1918), homme politique, frère du précédent ;
- Edmund Byng, 6e comte de Strafford (1862-1951), homme politique et militaire, fils du précédent ;
- Robert Byng, 7e comte de Strafford (1904-1984), homme politique et militaire, neveu du précédent ;
- Thomas Byng, 8e comte de Strafford (1936-2016), homme politique et militaire, fils du précédent ;
- William Byng, 9e comte de Strafford (1964-), homme d'affaires, fils du précédent ;
- Georgia Byng (1965-), écrivaine, sœur du précédent ;
- Julian Byng, 1er vicomte Byng de Vimy (1862-1935), homme politique et militaire, fils de George Byng, 2e comte de Strafford.

## Titres et armoiries

### Titres
- Comte de Strafford (18 septembre 1847)[7]
(Pairie du Royaume-Uni)
  - Vicomte Enfield (18 septembre 1847)
(Pairie du Royaume-Uni)
  - Baron Stratfford (12 mai 1835)
(Pairie du Royaume-Uni)
- Vicomte Byng de Vimy (12 janvier 1928)[8]
(Pairie du Royaume-Uni)
- Vicomte Torrington (21 septembre 1721)[9]
(Pairie de Grande-Bretagne)
  - Baron Byng (21 septembre 1721)
(Pairie de Grande-Bretagne)
  - Baronnet Byng de Southill (15 novembre 1715) (baronnetage de Grande-Bretagne)

### Armoiries
« Ecartelé de sable et d'argent au premier, au lion rampant du second. »

## Généalogie
Cet arbre généalogique représente la lignée agnatique, par conséquent seul la descendance patronymique est développée.

### Arbre généalogique de la famille Byng
- Richard Byng (1337-1415) X Ismay (1350-?)
  - Richard Byng (1370-?) X ?
    - John Byng (1440-1539) X ?
      - Thomas Byng (1477-1509) X (1505) Joan Hicks (1481-1565)
        - Rebecca Byng (1501-?)
        - John Byng (1510-1543) X (1537) Agnes Spencer (1510-1542)
          - Robert Byng (1540-1595) X Frances Hill (?-?)
            - John Byng (?-?)
            - Francis Byng (?-?)
            - George Byng (1556-1616) X Jane Crowmer (?-?)
              - Elizabeth Byng (1591-?) X  Sir Thomas Polhill (?-?)
              - George Byng (1594-1659) X (1617) Catherine Hewitt (?-1656)
                - Hester Byng (1621-?) X Benjamin Man (?-?)
                - Robert Byng (1625-1625)
                - John Byng (1628-1683) X (1662) Philadelphia Johnson (?-1687)
                  - Francis Byng (?-1734)
                  - Robert Byng (?-1726) X Charlotte Howard (?-?)
                    - Philadelphia Byng (?-?)

                  - Suite de l'arbre généalogique : vicomtes Torrington
                  - John Byng (1665-1705)

          - Thomas Byng (?-1599) X (1571) Katherine Randall (1540-?)
            - Henry Byng (1573-1635) X Katherine Clenche (1578-1623)
              - John Byng (1620-1705) X (1660) Grace Goad (1620-?)
                - George Byng (1663-1733) X (1690) Frances Shorting (1668-?)
                  - Samuel Byng (1720-1827)

                - Winifred Byng (1665-?)
                - Katherine Byng (1667-?)

        - Samuel Byng (1525-?)
        - Lloyd Byng (1527-?)

### Suite de l'arbre généalogique
- George Byng, 1er vicomte Torrington (1663-1733) X (1690) Margaret Master (1669-1755)
  - Sarah Byng (1695-1775) X (1710) John Osborn (1683-1719)
  - Pattee Byng, 2e vicomte Torrington (1699-1747) X (1724) Charlotte Montagu (1705-1759)
  - Matthew Byng (1700-1714)
  - George Byng, 3e vicomte Torrington (1701-1750) X (1736) Elizabeth Daniel (1715-1759)
    - George Byng, 4e vicomte Torrington (1740-1812) X (1765) Lucy Boyle (1744-1792)
      - Georgina Byng (?-1801) X (1786) John Russell, 6e duc de Bedford (1766-1839)
      - Emily Byng (?-1824) X (1800) Henry Seymour (1773-1843)
      - Lucy Byng (1766-1844) X (1788) Orlando Bridgeman, 1er comte de Bradford (1762-1825)
      - Isabella Byng (1773-1830) X (1794) Thomas Thynne, 2e marquis de Bath (1765-1837)

    - John Byng, 5e vicomte Torrington (1743-1813) X (1767) Bridget Forrest (?-1823)
      - George Byng, 6e vicomte Torrington (1768-1831) X (1793) Elizabeth Langmead (?-1810)
        - Lucy Byng (?-1875) X (1836) John Lukin (?-?)

      - George Byng, 6e vicomte Torrington (1768-1831) X (1811) Frances Barlow (?-1868)
        - Hilare Byng (?-1889) X (1845) William Hall (1797-1878)
        - George Byng, 7e vicomte Torrington (1812-1884) X (1833) Mary Astley (1805-1885)
          - Frances Byng (?-1853)

        - Robert Byng (1816-1857) X (1839) Elizabeth Gwatkin (1816-1868)
          - George Byng, 8e vicomte Torrington (1841-1889) X (1882) Alice Jameson (?-1883)
            - Bridget Byng (1882-1962) X (1909) Frank Skipwith (1881-1915) (dont descendance) puis épouse William Cardew (?-?) en 1919 (dont descendance).

          - George Byng, 8e vicomte Torrington (1841-1889) X (1885) Emmeline Seymour (1860-1912)
            - George Byng, 9e vicomte Torrington (1886-1944) X (1910) Eleanor Souray (?-1931) (sans descendance) puis épouse Nora Wood-Pottle (?-1968) en 1923 (sans descendance).

          - Robert Byng (1842-1886)
          - Sydney Byng (1844-1920) X (1871) Annie Chellingworth (?-1826)
            - Arthur Byng, 10e vicomte Torrington (1876-1961) X (1909) Louise Rawlins (1879-1961)
              - Joan Byng (1910-1980) X (1941) William Osborne (?-?) (sans descendance) puis épouse Thomas Reynolds (?-?) en 1951 (sans descendance).
              - Betty Byng (1911-1964)
              - Honor Byng (1912-1999) X (1937) Lisle Humphreys (?-?)
              - George Byng (1918-1944) X (1942) Anne Wood (1922-2017)
                - Timothy Byng, 11e vicomte Torrington (1943-) X (1973) Susan Webster (?-)
                  - Henrietta Byng (1977-) X Charles Wood (1973-)
                  - Georgina Byng (1980-) X John Vaughan (?-)
                  - Malaika Byng (1982-)

            - Arthur Byng, 10e vicomte Torrington (1876-1961) X (1936) Rosamond Davidson (?-?)
              - Rosamond Byng(1937-1995) X (1960) Anthony Cobb (?-?)

            - Robert Byng (1878-1944)
            - Francis Byng (1880-1916) X (1915) Catherine Russell (?-1965)
              - Francis Byng (1916-1944)

            - Sydney Byng (?-?) X Leonard Freeman (?-1952)
            - Ada Byng (?-1922) X (1903) John Portsmouth (?-?)
            - Evelyn Byng (?-1968)
            - Gladys Byng (?-?) X (1910) Henry Portsmouth (?-1933)
            - Cecil Byng (1884-1925)

          - Nelson Byng (1845-1931) X (1870) Louisa Owen (?-1897) (sans descendance) puis Sarah Ball (?-1946) en 1897 (sans descendance).
          - Sophie Byng (1847-1911) X (1871) George Marshall (1844-1914)
          - Francis Byng (1853-1903) X (1880) Emily Lamb (?-1938)
            - George Byng (1881-1904)
            - Mabel Byng (1884-?) X (1904) Alfred Pembroke (?-?) (sans descendance) puis épouse Francis Binning (?-?) en 1919 (sans descendance).

        - James Byng (1818-1897) X (1856) Caroline Cook (?-1906)
        - Russell Byng (1823-1850)

      - Elizabeth Byng (1769-1846) X (1797) Percy Fraser (1767-1827) (sans descendance) puis épouse George Lynn (1809-1889) en 1836 (sans descendance).
      - Cecilia Byng (1770-1843) X (1805) Robert Hopwood (1773-1854)
      - Anna Byng (1771-1852) X (1794) Charles Hall (1763-1827)
      - Frances Byng (1773-1796)
      - Edmund Byng (1774-1854)
      - John Byng (1777-1811) X (1806) Amelia Mayne (?-?)
        - George Byng (?-1840)
        - Amelia Byng (?-?) X (1836) Lawrence Fyler (?-1873)
        - John Byng (1811-1884) X (1840) Williamina Morice (?-1889)
          - Frederica Byng (?-1934) X (1875) Bertram Hartshorne (?-1921)
          - Matilda Byng (?-1918) X (1880) Arthur Wavell (1836-1891)
          - John Byng (1846-1885) X (1775) Emily Atcheson (?-1895)
            - Vincent Byng (1876-1895)

      - Bridget Byng (1779-1876) X (1806) Charles Herbert (1774-1808)
      - Henry Byng (1781-1860) X (1810) Maria Clarke (?-1874)
        - Edmund Byng (?-1853) X (1852) Elizabeth Horsley (?-?)
          - Ella Byng (1853-1906)

        - Beatrice Byng (?-1884) X (1863) Henry Blundell-Hollinshead-Blundel (1831-1906)
        - Cecilia Byng (?-1900) X (1836) Mortimer Whitmore (1809-1884)
        - Henry Byng (1811-1881) X (1839) Mary Webb (1818-1852)
          - Alfred Cranmer-Byng (1840-1906) X (1870) Caroline Tufnell (?-1887) (dont descendance) puis épouse Emma Baillie-Hamilton (?-1824) en 1888 (sans descendance).
            - Launcelot Cranmer-Byng (1972-1945) X (1894) Harriet Hammersley (?-1913)
              - John Cranmer-Byng (1919-1899) X (1955) Margaret Hardy (?-?)
                - Alison Cranmer-Byng (1956-) X (1985) Howard Lan (?-)
                - Colin Cranmer-Byng (1960-) X (1984) Lisa Dallimore (?-)
                  - Leslea Cranmer-Byng (1986)
                  - Mary Cranmer-Byng (1988)
                  - John Cranmer-Byng (1990-)
                  - Sarah Cranmer-Byng (1992-)
                  - Peter Cranmer-Byng (1994-)

            - Hugh Cranmer-Byng (1873-1949) X (1916) Kathleen West (?-?)
              - Rosaleen Cranmer-Byng (1917-1955) X (1939) John Nicholls (?-?)

            - Harriet Cranmer-Byng (1874-1967) X (1900) John Potter (?-1920) (sans descendance) puis épouse Sir Robert Wilmot, 6e baronnet d'Osmaston (1853-1931) en 1925 (sans descendance).

          - Henry Byng (1841-1896)
          - Cecilia Byng (1844-1915) X (1869) Frederick Stephens (1836-1909)
          - Arthur Byng (1845-1923) X (1869) Florence Fuller Maitland (1847-1923)
            - Kathleen Byng (1870-1859) X (1901) Alexander Gordon (?-1955)
            - Arthur Byng (1872-1914)
            - Harold Byng (1873-1938) X (1930) Madeleine West (?-?)
            - Beatrice Byng (1875-1960)
            - John Byng (1877-1960) X (1915) Rachel Brodie (?-?)
              - Julienne Byng (?-?) X (1941) John Duncan (?-?) (dont descendance) puis épouse Courtice Leigh-Hunt (?-?) en 1965 (sans descendance).
              - Arthur Byng (1917-1983) X (1965) Joan Marr (?-?)
                - Adele Byng (1959-) X Darran Duffy (?-)
                - Joanne Byng (1969-)
                - Ann Byng (1970-)

              - Norah Byng (1921-?) X (1949) John Hampton (?-?)
              - Mary Byng (1923-?) X (1946) Arthur Davison (?-?)

            - Norah Byng (1879-1962)
            - Ralph Byng (1880-1858)

          - Edward Byng (1847-1907) X (1896) Edith Croker (?-?)
          - Edith Byng (1848-1900) X (1873) Cecil Stephens (?-?)
          - Harold Byng (1851-1902)
          - Anne Byng (1852-1822) X (1873) Edward Frewen (?-1919)
          - Beatrice Byng (1858-?)
          - Frances Byng (1859-?)

        - Henry Byng (1811-1881) X (1857) Mary Gubbins (1827-1895)
          - Frances Byng (?-1899) X (1887) Charles Borton (?-1890) (sans descendance) puis épouse John Davis (?-1892) en 1892 (sans descendance) puis épouse James Gubbins (?-?) en 1895.
          - Frederick Byng (1861-1895)

        - John Byng (1824-1896) X (1863) Penelope Garth (?-1889) (sans descendance) puis épouse Ethel Tytler (?-?) en 1891 (dont descendance).
          - Beatrice Byng (1893-1866) X (1914) Gambier Noel (1888-1957)

      - Frederick Byng (1784-1871) X Catherine Neville (?-?)
      - Georgiana Byng (1786-1856) X (1810) Geoffrey Hornby (1780-1850)
      - Beatrice Byng (1788-1848) X (1820) Colin Campbell (1792-1860)
      - Lucy Byng (1790-1881) X (1809) Sir John Morris, 2e baronnet de Clasemont (1775-1855)

  - Robert Byng (1703-1740) X (1734) Elizabeth Forward (?-1786)
    - Robert Byng (?-1756)
    - George Byng (1735-1789) X (1761) Anne Conolly (?-1806)
      - Anne Byng (?-?)
      - Caroline Byng (?-?)
      - Francis Byng (?-1851)
      - George Byng (1764-1847) X (1797) Harriet Montgomery (?-?)
      - William Byng (1770-1795)
      - John Byng , 1er comte de Strafford (1772-1860) X (1804) Mary MacKenzie (?-1806)
        - George Byng, 2e comte de Strafford (1806-1886) X (1829) Agnes Paget (1809-1845)
          - George Byng, 3e comte de Strafford (1830-1898) X (1854) Alice Egerton (?-1928)
          - Henry Byng, 4e comte de Strafford (1831-1899) X (1863) Henrietta Danneskiold-Samsøe (1836-1880)
            - Mary Byng (?-1946) X (1898) Maurice Talvande (1866-1941)
            - Amy Byng (1865-1961) X (1894) Sydney Agar, 4e comte de Normanton (1865-1933)
            - George Byng (1867-1893)
            - John Byng (1870-1894)

          - Agnes Byng (1833-1878) X (1858) Hedworth Jolliffe, 2e baron Hylton (1829-1899)
          - Francis Byng, 5e comte de Strafford (1835-1918) X (1859) Florence Miles (1840-1862)
            - Arthur Byng (1860-1861)
            - Edmund Byng, 6e comte de Strafford (1862-1951) X (1894) Mary Colebrooke (1863-1951)
              - Florence Byng (1899-1987) X (1928) Michael Lafone (1900-1966)
              - Mary Byng (1899-1985) X (1927) Robert Naylor (?-1971)

          - Francis Byng, 5e comte de Strafford (1835-1918) X (1866) Emily Kerr (?-1929)
            - Rachel Byng (?-1932)
            - Irene Byng (?-1908)
            - Anne Byng (?-1907) X (1903) Jame  Cuthbert (?-1915)
            - Hester Byng (?-1976) X (1913) Andrew Mulholland (1882-1914) (dont descendance) puis épouse Frederick Lambart, 10e comte de Cavan (1865-1946) en 1922 (dont descendance).
            - Beatrice Byng (1868-1868)
            - Algernon Byng (1872-1872)
            - Ivo Byng (1875-1949) X (1901) Agnes Travers (?-1950)
              - George Byng (1903-1917)
              - Robert Byng, 7e comte de Strafford (1904-1984) X (1934) Maria Cloete (?-2001) (dont descendance) puis épouse Clara Wadia (?-1985) en 1948 (sans descendance).
                - Thomas Byng, 8e comte de Strafford (1936-2016) X (1963) Jennifer May (?-?) (dont descendance) puis épouse Julia Pilcher (1932-2018) en 1981 (sans descendance).
                  - William Byng, 9e comte de Strafford (1964-) X (1994) Karen Lord (?-)
                    - Saskia Byng (1996-)
                    - Samuel Byng, vicomte Enfield (1998-)
                    - Isaac Byng (1998-)

                  - Georgia Byng (1965-) X (1990) Daniel Chadwick (?-)
                  - Harriet Byng (1967-) X (1994-) Christopher Wilbur (?-)
                  - James Byng (1969-) X (1994) Whitney McVeigh (?-)
                    - Marley Byng (1996-)
                    - Leo Byng (1998-)

                - Julian Byng (1938-) X (1966) Ingela Berglund (?-) (dont descendance) puis épouse Prudence Delany (?-) en 1984 (sans descendance).
                  - Francis Byng (1968-)
                  - George Byng (1973-)

              - Agnes Byng (1908-1936)

            - Anthony Byng (1876-1934) X (1902) Lucy Greenly (1876-1940)
              - Gillian Byng (1904-1961) X (1924) Thomas Barnard (1898-1924)
              - William Byng (1906-1935) X (1935) Mona Barry (?-1964)

          - Mary Byng (1838-1933)"' X (1862) Richard Arkwright (?-1918)
          - Victoria Byng (1842-1899) X (1870) Arthur Fuller (?-?)

        - George Byng, 2e comte de Strafford (1806-1886) X (1848) Harriet Cavendish (?-1892)
          - Charles Byng (1849-1918)
          - Alfred Byng (1851-1887) X (1887) Winifred Herbert (1864-1933)
          - Susan Byng (1854-1936) X (1905) Thomas Trueman (?-1916)
          - Elizabeth Byng (1855-1920)
          - Lionel Byng (1858-1915) X (1902) Eleanor Howard (1873-1945)
            - Eleanor Byng (1908-1997)

          - Margaret Byng (1860-1945) X (1890) John Boscawen (1860-1915)
          - Julian Byng, 1er vicomte Byng de Vimy (1862-1935) X (1902) Mary Reynolds-Moreton (1870-1949)

      - John Byng , 1er comte de Strafford (1772-1860) X (1809) Marianne James (?-1845)
        - Harriet Byng (?-1873) X (1828) Charles Ramsden (1801-1891)
        - Caroline Byng (?-1898) X (1835) Sir Walter Stirling, 2e baronnet de Faskine (1802-1898)
        - William Byng (?-1877) X (1861) Flora Vivian (?-1919)
          - Violet Byng (?-1929) X (1883) Edmund Maddick (?-1939)

        - Frances Byng (?-1846) X (1844) Henry Tufnell (?-?)

      - Robert Byng (1773-1829)

    - John Byng (1739-1764)

  - John Byng (1704-1757)
  - Edward Byng (1706-?) X Mary Bramston (?-1756)

## Alliances

### Branche aînée des vicomtes Torrington
Hicks (1505), Spencer (1537), Randall (1571), Hewitt (1617), Goad (1660), Johnson (1662), Master (1690), Shorting (1690), Osborn (1710), Montagu (1724), Daniel (1736), Boyle (1765), Forrest (1767), Atcheson (1775), Russell (1786), Bridgeman (1788), Langmead (1793), Hall (1794 et 1845), Thynne (1794), Fraser (1797), Hopwood (1805), Herbert (1806), Mayne (1806), Morris (1809), Seymour (1800 et 1885), Clarke (1810), Hornby (1810), Barlow (1811), Campbell (1820), Astley (1833), Fyler (1836), Lukin (1836), Lynn (1836), Whitmore (1836), Gwatkin (1839), Webb (1839), Morice (1840), Horsley (1852), Cook (1856), Gubbins (1857), Blundell-Hollinshead-Blundel (1863), Garth (1863), Fuller Maitland (1869), Owen (1870), Tufnell (1870), Chellingworth (1871), Marshall (1871), Stephens (1879 et 1873), Frewen (1873), Hartshorne (1875), Lamb (1880), Wavell (1880), Jameson (1882), Borton (1887), Baillie-Hamilton (1888), Tytler (1891), Davis (1892), Hammersley (1894), Gubbins (1895), Croker (1896), Ball (1897), Potter (1900), Gordon (1901), Portsmouth (1903), Pembroke (1904), Rawlins (1909), Skipwith (1909), Souray (1910), Noel (1914), Brodie (1915), Russell (1915), West (1916 et 1930), Binning (1919), Cardew (1919), Wood-Pottle (1923), Wilmot (1925), Davidson (1936), Humphreys (1937), Nicholls (1939), Duncan (1941), Osborne (1941), Wood (1942), Davison (1946), Hampton (1949), Reynolds (1951), Hardy (1955), Cobb (1960), Leigh-Hunt (1965), Marr (1965), Webster (1973), Dallimore (1984), Lan (1985), Bramston, Clenche, Crowmer, Duffy, Freeman, Hill, Howard, Man, Neville, Polhill, Vaughan...

### Branche cadette des comtes de Strafford
Cette famille s'est alliée aux familles : Forward (1734), Conolly (1761), Montgomery (1797), MacKenzie (1804), James (1809), Ramsden (1828), Paget (1829), Stirling (1835), Tufnell (1844), Cavendish (1848), Egerton (1854), Jolliffe (1858), Miles (1859), Vivian (1861), Arkwright (1862), Danneskiold-Samsøe (1863), Kerr (1866), Fuller (1870), Maddick (1883), Herbert (1887), Boscawen (1890), Agar (1894), Colebrooke (1894), Talvande (1898), Travers (1901), Greenly (1902), Howard (1902), Reynolds-Moreton (1902), Trueman (1905), Mulholland (1913), Lambart (1922), Barnard (1924), Naylor (1927), Lafone (1928), Cloete (1934), Barry (1935), Wadia (1948), May (1963), Berglund (1966), Pilcher (1983), Delany (1984), Chadwick (1990), Lord (1994), McVeigh (1994), Wilbur (1994)...